# Shapes Of Screams
Shapes of Screams es el tercér álbum de la banda británica LostAlone. Salió al mercado el 7 de abril de 2014 por Graphite Records.

## Promoción
LostAlone promocionó el álbum con su primer sencillo y video "The Bells! The Bells!!" el 11 de noviembre de 2013 con descarga gratuita. El título del álbum y la fecha del lanzamiento fueron anunciados oficialmente el 13 de febrero de 2014 con un tour por el Reino Unido, empezando desde abril.

## Lista de canciones
| N.º | Título                                                             | Duración |  |
| 1.  | «Crusaders»                                                        | 4:58     |  |
| 2.  | «The Bells! The Bells!!»                                           | 4:13     |  |
| 3.  | «Hostages (Destiny)»                                               | 3:40     |  |
| 4.  | «Sombre Party (Legacy)»                                            | 2:58     |  |
| 5.  | «G.U.I.L.T.Y»                                                      | 3:36     |  |
| 6.  | «Mental Health»                                                    | 4:10     |  |
| 7.  | «Apathy»                                                           | 3:01     |  |
| 8.  | «Scarlet Letter Rhymes»                                            | 3:48     |  |
| 9.  | «I Was Born To End This Way»                                       | 3:22     |  |
| 10. | «Requiem»                                                          | 3:53     |  |
| 11. | «Doooooooooomageddon (Global Thermonuclear Metafictional Warfare)» | 3:35     |  |
| 12. | «Breathing In the Future Exhaling the Past»                        | 2:46     |  |

| iTunes Bonus Track Version |                        |          |  |
| N.º                        | Título                 | Duración |  |
| 13.                        | «Method To My Madness» | 3:57     |  |

## Personal
LostAlone
- Steven Battelle — voz, guitarra
- Alan Williamson  — bajo, coros
- Mark Gibson — batería, percusión, coros

Producción
- Dan Weller — productor